# Młynarczyk (nazwisko)
Młynarczyk (forma żeńska: Młynarczyk, Młynarczykowa, Młynarczykówna, liczba mnoga: Młynarczykowie) – polskie nazwisko, Według danych bazy PESEL z lat 90 XX wieku nazwisko to nosiło 10 690 osób.
Osoby o nazwisku Młynarczyk:
- Andrzej Młynarczyk (ujednoznacznienie)
- Henryk Młynarczyk (ujednoznacznienie)
- Jerzy Młynarczyk (1931–2017) – profesor prawa, koszykarz i polityk polski
- Józef Młynarczyk (ujednoznacznienie)
- Paweł Młynarczyk (1955–2022) – polski klawiszowiec